# Edmond Schérer

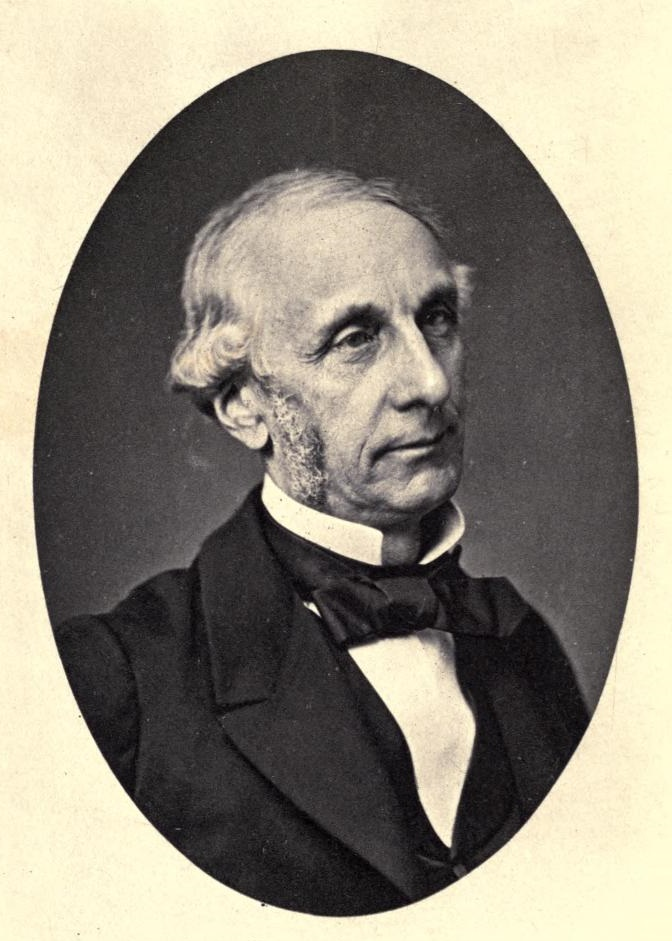
Edmond Schérer auf einer Fotografie von Eugène Pirou, veröffentlicht 1889

Edmond Henri Adolphe Schérer (auch Scherer, * 8. April 1815 in Paris; † 16. März 1889 in Versailles) war ein französischer evangelischer Theologe, Literaturkritiker und Politiker.

## Leben
Schérer, ein Sohn des aus der Schweiz stammenden Bankiers Eugène Rodolphe Henri Schérer und der Engländerin Marie Nicole geb. Hubbard, studierte auf Wunsch seiner Familie ab 1833 zuerst Rechtswissenschaft in Paris, dann aber, da er überzeugter Anhänger der frankophonen Erweckungsbewegung, des Réveil, war, auf eigenen Wunsch ab 1836 Evangelische Theologie an der Universität Straßburg, wo er 1839 das Baccalaureat und 1841 das Lizenziat (De Gnosticis qui in Novo Testamento impugnari dicuntur) erwarb. 1841 ließ er sich ordinieren, übernahm aber zunächst kein kirchliches Amt, nur gelegentliche Predigtdienste in Straßburg und Umgebung. Aufgrund einer Schrift über die reformierte Dogmatik (Prolégomènes à la dogmatique de l'Église réformée) wurde er 1843 in Straßburg zum Dr. theol. promoviert. Weitere Veröffentlichungen machten ihn so bekannt, dass er 1845 den Ruf auf eine Professur an der staatsunabhängigen evangelischen Predigerschule, dem Oratoire, in Genf erhielt. In der von ihm von 1845 bis 1848 herausgegebenen La Réformation au XIXe siècle unterstützte er das Gedankengut von Alexandre Vinet und die von ihm gegründete Église libre évangélique. Bald jedoch wandte Schérer sich von der Erweckungsbewegung ab und legte 1849 sein Amt nieder, weil er die an der Predigerschule vorausgesetzte Lehre von der Verbalinspiration der Bibel nicht mehr vertreten konnte. In der Schrift La Critique et la foi (1850) rechnete er mit der traditionellen Theologie ab und trat von nun an gemeinsam mit Timothée Colani in der Revue de théologie et de philosophie chrétienne für die Liberale Theologie ein. Vinet schätzte er jedoch weiterhin und veröffentlichte 1853 eine umfangreiche Biographie.
1860 ließ Schérer sich in Versailles nieder und veröffentlichte Mélanges de critique religieuse, 1864 Mélanges d'histoire religieuse. Gemeinsam markieren die Werke den Übergang von der christlichen zu einer agnostischen Weltanschauung. Schérer widmete sich nun dem Journalismus und der Literaturkritik und schrieb für die Revue des Deux Mondes und Le Temps. Seine Kritiken über klassische und zeitgenössische Schriftsteller wurden in mehrbändigen Werken gesammelt und auch ins Englische übersetzt. Von 1871 bis 1875 vertrat er das Département Seine-et-Oise in der französischen Abgeordnetenkammer, wo er sich dem linken Zentrum anschloss und zeitweilig als dessen Vizepräsident diente. 1875 wechselte er in den Senat, dem er bis zu seinem Tod als Senator auf Lebenszeit angehörte.
Schérer war seit 1839 mit Marie Nesbitt verheiratet und hatte mit ihr zwei Töchter, Louise, seit 1867 verheiratet mit dem Schweizer Physiker Lucien de la Rive, und die Gesundheitsaktivistin Jeanne.

## Schriften (Auswahl)
- De l'État actuel de l'Église réformée en France. L.-R. Delay, Paris 1844.
- Esquisse d'une théorie de l'église chrétienne. L.R. Delay, Paris 1845.
- Alexandre Vinet. Notice sur sa vie et ses écrits. M. Ducloux, Paris 1853 (Digitalisat).
- Mélanges de critique religieuse. Cherbuliez, Paris 1860 (Digitalisat).
- Études sur la littérature contemporaine. 8 Bände. Lévy, Paris 1863–1895.
- Diderot. Lévy, Paris 1880 (Digitalisat).
- La Démocratie et la France. Librairie nouvelle, Paris 1883.
- Melchior Grimm. L'homme de lettres, le factotum, le diplomate. Calmann Lévy, Paris 1887 (Digitalisat).